# No Coração do Mar (filme)
In the Heart of the Sea (bra/prt: No Coração do Mar) é um filme norte-americano de 2015, dos gêneros drama, ação e aventura, dirigido por Ron Howard, com roteiro de Charles Leavitt, Rick Jaffa e Amanda Silver baseado no romance No Coração do Mar, de Nathaniel Philbrick, sobre o naufrágio do baleeiro Essex, que inspirou Herman Melville a escrever Moby Dick.
Estrelado por Chris Hemsworth, Cillian Murphy e Tom Holland. Baseado no livro No Coração do Mar de Nathaniel Philbrick, o filme estreou em 7 de dezembro de 2015 em Nova Iorque e quatro dias depois no resto do país.

## Sinopse
Em novembro de 1820, uma baleia gigantesca ataca o navio baleeiro Essex. Durante 90 dias, sua tripulação de 21 pessoas é forçada a enfrentar poderosas forças da natureza — o animal e uma tempestade marinha —, enquanto se questionam sobre suas crenças e valores.

## Elenco
- Chris Hemsworth como Owen Chase, o primeiro intendente[6]
- Benjamin Walker como capitão George Pollard, Jr.
- Cillian Murphy como Matthew Joy, o segundo intendente[6]
- Tom Holland como o jovem Thomas Nickerson, o camaroteiro
- Ben Whishaw como Herman Melville[6]
- Brendan Gleeson[6] como Thomas Nickerson
- Michelle Fairley como Mrs Nickerson
- Frank Dillane como Henry Coffin, primo do capitão George Pollard, Jr.
- Charlotte Riley[7] como Peggy
- Donald Sumpter como Paul Macy

## Dublagem brasileira
- Estúdio de dublagem: Delart[8]
- Direção de Dublagem: Pádua Moreira[8]
- Cliente: Warner Bros[8]
- Tradução: Mário Menezes[8]
- Técnico(s) de Gravação: Rodrigo Oliveira[8]
- Mixagem: Gustavo Andriewiski[8]

Elenco
- Chase: Mauro Horta[8]
- Pollard: Felipe Drummond[8]
- Joy: Jorge Lucas[8]
- Nickerson jovem: Eduardo Drummond[8]
- Nickerson: Mauro Ramos[8]
- Ramsdell: Reginaldo Primo[8]
- Melville: Manolo Rey[8]
- Lawrence: Ricardo Schnetzer[8]
- Chappel: Hercules Franco[8]
- Peterson: Duda Ribeiro[8]
- Bond: Marcelo Mattos[8]
- Barzillai: Wirley Contaifer[8]
- Coffin: Alexandre Drummond[8]
- Cole: Christiano Torreão[8]
- Peggy: Gabriella Bicalho[8]
- Sra. Nickerson: Carla Pompilio[8]
- Mason: Gesteira[8]
- Fuller: José Santa Cruz[8]

## Recepção

### Crítica
No agregador de críticas Rotten Tomatoes, que categoriza as opiniões apenas como positivas ou negativas, o filme tem um índice de aprovação de 43% calculado com base em 237 comentários dos críticos. Por comparação, com as mesmas opiniões sendo calculadas usando uma média aritmética ponderada, a nota é 5.49/10 que é seguida do consenso: "O admiravelmente antiquado In the Heart of the Sea possui uma narrativa cuidadosa para combinar com seu visual, mesmo que não possa reivindicar a profundidade ou a extensão épica a que tão claramente aspira." Já no agregador Metacritic, que calcula as notas usando somente uma média aritmética ponderada a partir das avaliações de 47 críticos que escrevem em maioria para a imprensa tradicional, o filme tem uma pontuação de
47 entre 100, com a indicação de "revisões mistas ou neutras".

### Público
O público pesquisado pelo CinemaScore deu ao filme uma nota média de "B+" em uma escala de A+ a F.